# Росс, Бен Ливай
Бенджамин Ливай Росс (англ. Benjamin Levi Ross, род. 15 января 1998 года, США) — американский актёр и певец.

## Биография

### Ранние годы
Бен Росс родился 15 января 1998 года в США. Он вырос в Санта-Монике, штат Калифорния, и закончил местную школу Santa Monica High School. В 2016 был в числе наиболее талантливых выпускников страны, выбранных Министерством образования в рамках программы Presidential Scholars в области искусства.

### Карьера
В 2017 Росс дебютировал на Бродвее как дублёр исполнителей трёх главных мужских ролей в мюзикле «Дорогой Эван Хэнсен», а в 2018—2019 годах играл заглавного героя в национальном туре постановки. Его работа в шоу была высоко оценена критиками и отмечена несколькими наградами, включая Broadway World и Elliot Norton Award. В 2020 актёр играл Генри в мюзикле «Ближе к норме» на сцене Кеннеди-центра.
На большом экране Росс впервые появился в 2021 году — он сыграл Фредди, одного из друзей главного героя, в фильме Лин-Мануэля Миранды «Тик-так, бум!» с Эндрю Гарфилдом. Первой телевизионной работой актёра стала роль Тедди Тасиони в детективном сериале «Элсбет» в 2024 году.

## Фильмография
| Год       |   | Русское название | Оригинальное название | Роль          |
| --------- | - | ---------------- | --------------------- | ------------- |
| 2021      | ф | Тик-так, бум!    | Tick, Tick... Boom!   | Фредди        |
| 2024—2025 | с | Элсбет           | Elsbeth               | Тедди Тасиони |